# Laura Lombardo Radice
Laura Lombardo Radice (Fiume, 21 settembre 1913 – Roma, 23 marzo 2003) è stata una partigiana, politica e pacifista italiana.

## Biografia
Figlia dei pedagogisti Giuseppe Lombardo Radice e Gemma Harasim, e sorella maggiore del matematico Lucio, alla fine degli anni trenta del Novecento, insieme al fratello minore, costituisce un gruppo di giovani intellettuali romani accomunati dall'antifascismo e dalla vicinanza ideologica alle idee marxiste. Ne fecero parte Aldo Natoli, Paolo Bufalini, Mirella De Carolis, Giaime e Luigi Pintor e Mischa Kamenetzky (Ugo Stille). Giovanissima insegnante a Chieti, si iscrisse poi clandestinamente al Partito comunista. Prende altresì parte alla Resistenza romana e conosce Pietro Ingrao, con il quale vivrà per sessant'anni.
Nell'ambito delle Resistenza Laura svolge quella che poi chiamerà "una funzione di legalità, contro l'illegalità imperante": non scontri a fuoco, ma disubbidienza civile e azioni di boicottaggio, stampa clandestina e scioperi, assistenza ai perseguitati. La partigiana Lucia Ottobrini, che poi entrerà nei Gruppi di azione patriottica, ha dichiarato che fu Laura ad impartirle le prime direttive, incaricandola di raccogliere medicine, indumenti e cibo per i prigionieri politici. Insieme alle altre dirigenti del Partito comunista clandestino (Adele Bei, Marcella Lapiccirella, Egle Gualdi ecc.), Laura Lombardo Radice idea e organizza gli assalti ai forni delle donne romane, evitando le comunicazioni telefoniche ma, grazie ai passaparola, coinvolgendo il maggior numero di donne possibile.
La mattina del 3 marzo 1944, Laura Lombardo Radice, insieme a Adele Maria Jemolo (fidanzata del fratello Lucio) e a Marcella Lapiccirella, è presente al barbaro assassinio di Teresa Gullace. Le tre donne, spontaneamente, improvvisano una muta protesta, allestendo una camera ardente lì in strada, pregando e ricoprendo il corpo dell'uccisa con mazzi di fiori sempre più numerosi. La protesta è tale che i nazisti sono costretti a liberare il vedovo Girolamo Gullace. Nel pomeriggio, Laura e Pietro Ingrao stendono il testo di un manifestino sull'accaduto, che fu ampiamente diffuso.
Dopo l'eccidio delle Fosse Ardeatine, gli assalti ai forni si susseguono sempre più numerosi: il 9 aprile, al Flaminio; tra il 20 e il 28 aprile, in Prati e al Trionfale; il 24 al Tiburtino III; il 28 e il 29 aprile, a Monte Sacro, Val Melaina e in Via Alessandria; il 3 maggio, ancora al Tiburtino III e l'azione si conclude cruentemente con l'uccisione di Caterina Martinelli, madre di sei figli, per uno sfilatino nella borsa della spesa. Si risolve violentemente anche l'assalto al forno Tesei, il 7 aprile 1944, con l'eccidio di dieci donne presso il Ponte dell'Industria.
Subito dopo la liberazione di Roma, il 24 giugno 1944 Laura Lombardo Radice sposa Pietro Ingrao, dal quale ha cinque figli, e prosegue nell'attività politica nel movimento femminile del PCI e nell'UDI-Unione Donne in Italia. Non abbandona tuttavia l'insegnamento scolastico che esercita sino all'età di settant'anni, partecipando anche al movimento della contestazione giovanile negli anni successivi al Sessantotto. Al momento del pensionamento fornisce opera di volontariato nel carcere di Rebibbia e fonda l'associazione di assistenza ai detenuti “Ora d'aria”. Allo scioglimento del PCI, non aderisce al neo-costituito PDS.
La storia della sua vita è stata ricostruita dalla figlia Chiara Ingrao, attraverso lettere, poesie, articoli e appunti, nel libro: Soltanto una vita.

## Riconoscimenti
A Laura Lombardo Radice, il Comune di Roma ha dedicato un tratto del percorso ciclopedonale che da Ponte Milvio porta a Castel Giubileo.